# Soni Mustivar
Soni Mustivar (Aubervilliers, 1990. február 12. –) francia születésű haiti válogatott labdarúgó.

## Sikerei, díjai
- Petrolul Ploiești
  - Román kupa: 2012-13
- Sporting Kansas City:

U.S. Open Cup-győztes : 2015, 2017